# Conversation Peace
《Conversation Peace》는 1995년 3월 21일, 미국의 음악가 스티비 원더가 모타운 레이블에 발표한 스물두 번째 스튜디오 음반이다. 이 음반은 1987년 《Characters》 이후 원더의 첫 번째 정규 비사운드트랙 스튜디오 음반이었다. 이 음반은 히트곡 〈For Your Love〉 (그래미 어워드 최우수 R&B 남성 보컬상 수상자)와 레게향의 〈Tomorrow Robins Will Sing〉을 발매했다. 이 음반은 또한 1972년부터 1974년까지 원더의 "고전 시대" 동안 도움을 준 로버트 마굴레프와 재결합하는 것을 보았다.
원더는 제리 롤링스 대통령으로부터 가나에서 6주간 머물도록 초청받은 뒤 1993년 약 40곡을 작곡했다. 이 노래들 중 많은 것들이 결국 음반 형태로 만들어졌다. 모타운은 1993년 8월 《Conversation Peace》가 그 해 말에 발매될 것이라고 발표했지만, 원더는 이 음반이 "적어도 지난 4년 동안" 성장 중이라고 《바이브》 잡지가 보도한 1995년 3월 발매될 때까지 1994년까지 음반 작업을 계속했다. 이들 세션에서 회자된 〈Ms and Mr Little Ones〉는 나중에 《Natural Wonder》를 통해 발표되었다.

## 평가
| 전문가 평가          | 전문가 평가  |
| 평가 점수            | 평가 점수    |
| 출처                 | 점수         |
| -------------------- | ------------ |
| Rolling Stone        | [ 5 ]        |
| Chicago Tribune      | [ 6 ]        |
| Los Angeles Times    | [ 7 ]        |
| Village Voice        | (A-)         |
| Allmusic             | [ 9 ]        |
| New York Times       | (favourable) |
| Entertainment Weekly | (B-)         |
| Stereo Review        | (favourable) |

비평가들은 이 음반이 1970년대 원더의 고전 시대로 되돌아가는 것이라고 생각했다. 1995년 《롤링 스톤》에서 존 밀워드는 그에게 4개의 별을 주었고 이 음반이 원더의 고전 음반의 "최소한"이지만, "가냘픈 실행"은 "모던 사운드"를 준다고 느꼈다. 작품의 질이 높이 평가되는 동안, 《시카고 트리뷴》의 그레그 코트와 《로스앤젤레스 타임스》의 장 로젠블루트는 《빌리지 보이스》의 로버트 크리스트가우가 "A-"를 발표하며 청취자들이 "이 모든 것을 들어본 적은 있지만, 그렇다고 해서 환영이 닳은 것은 아니다"라고 말했다. 스티븐 토마스 얼와인은 올뮤직의 회고평에서 2년 반의 스타를 출연시켰고, 음악이 라디오 플레이를 할 만큼 현대적이지 않다고 느꼈다.

## 곡 목록
모든 곡들은 특별한 언급이 없는 한 스티비 원더에 의해 작사/작곡하였다.
| #   | 제목                          | 작사·작곡               | 재생 시간 |
| --- | ----------------------------- | ----------------------- | --------- |
| 1.  | 〈Rain Your Love Down〉       |                         | 6:08      |
| 2.  | 〈Edge of Eternity〉          |                         | 6:01      |
| 3.  | 〈Taboo to Love〉             |                         | 4:25      |
| 4.  | 〈Take the Time Out〉         |                         | 5:05      |
| 5.  | 〈I'm New〉                   |                         | 5:41      |
| 6.  | 〈My Love Is with You〉       |                         | 5:54      |
| 7.  | 〈Treat Myself〉              | 원더, 스테파니 앤드루스 | 4:55      |
| 8.  | 〈Tomorrow Robins Will Sing〉 | 원더, 에들리 샤인       | 4:46      |
| 9.  | 〈Sensuous Whisper〉          |                         | 5:47      |
| 10. | 〈For Your Love〉             |                         | 5:00      |
| 11. | 〈Cold Chill〉                |                         | 6:53      |
| 12. | 〈Sorry〉                     |                         | 6:45      |
| 13. | 〈Conversation Peace〉        |                         | 6:39      |

## 인증
| 국가               | 인증 | 판매량/출하량 |
| ------------------ | ---- | ------------- |
| 일본 (오리콘 차트) | —    | 158,000       |
| 미국 (RIAA)        | 골드 | 366,000       |